# Hallgarter Zange

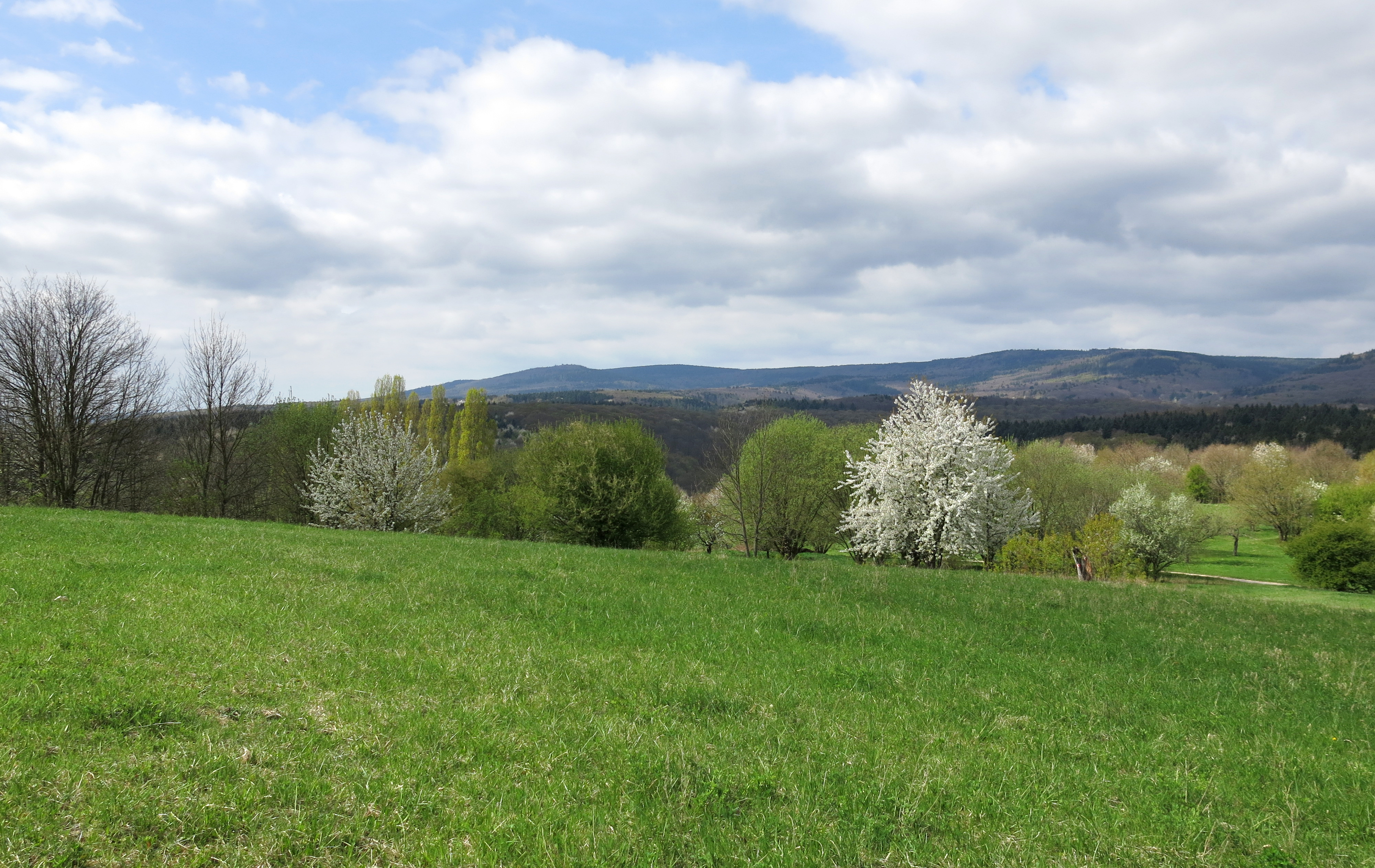
Blick von Bubenhäuser Höhe bei Eltville nach Westnordwesten auf Hallgarter Zange, Kalte Herberge und Erbacher Kopf

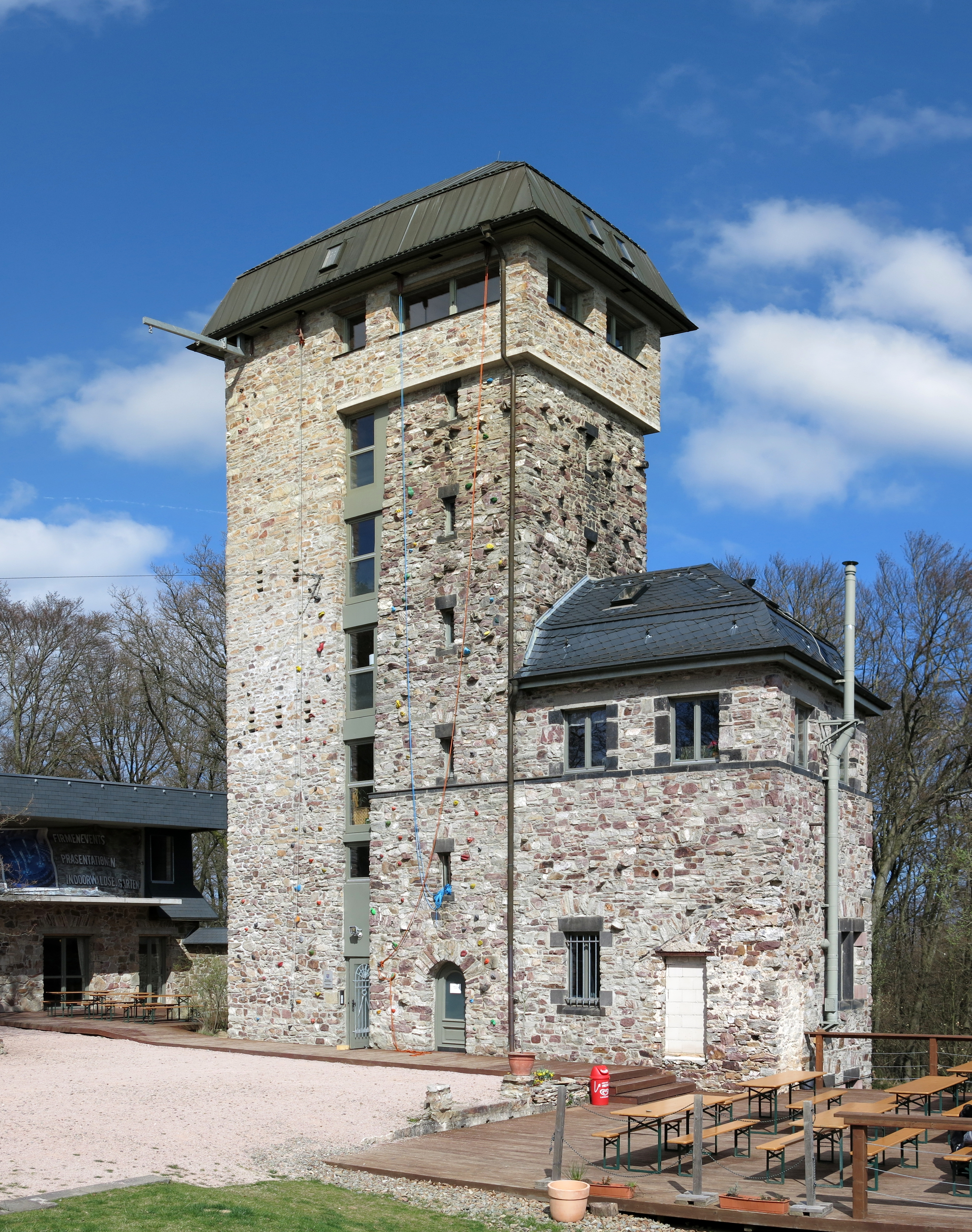
Aussichtsturm auf der Hallgarter Zange (2017)

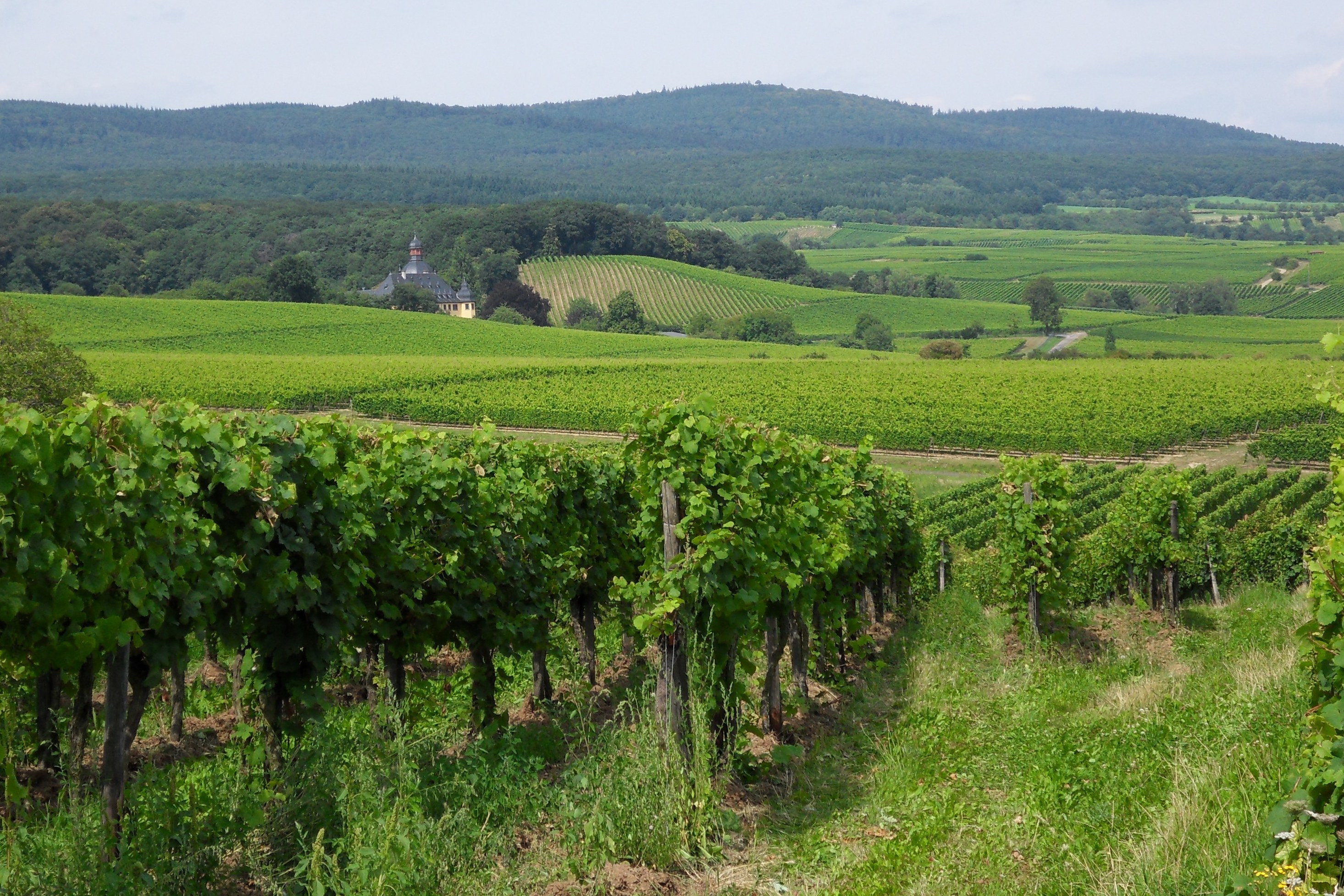
Blick aus Richtung Johannisberg nach Osten über Weinberge Oestrich-Winkels mit Schloss Vollrads zur Hallgarter Zange

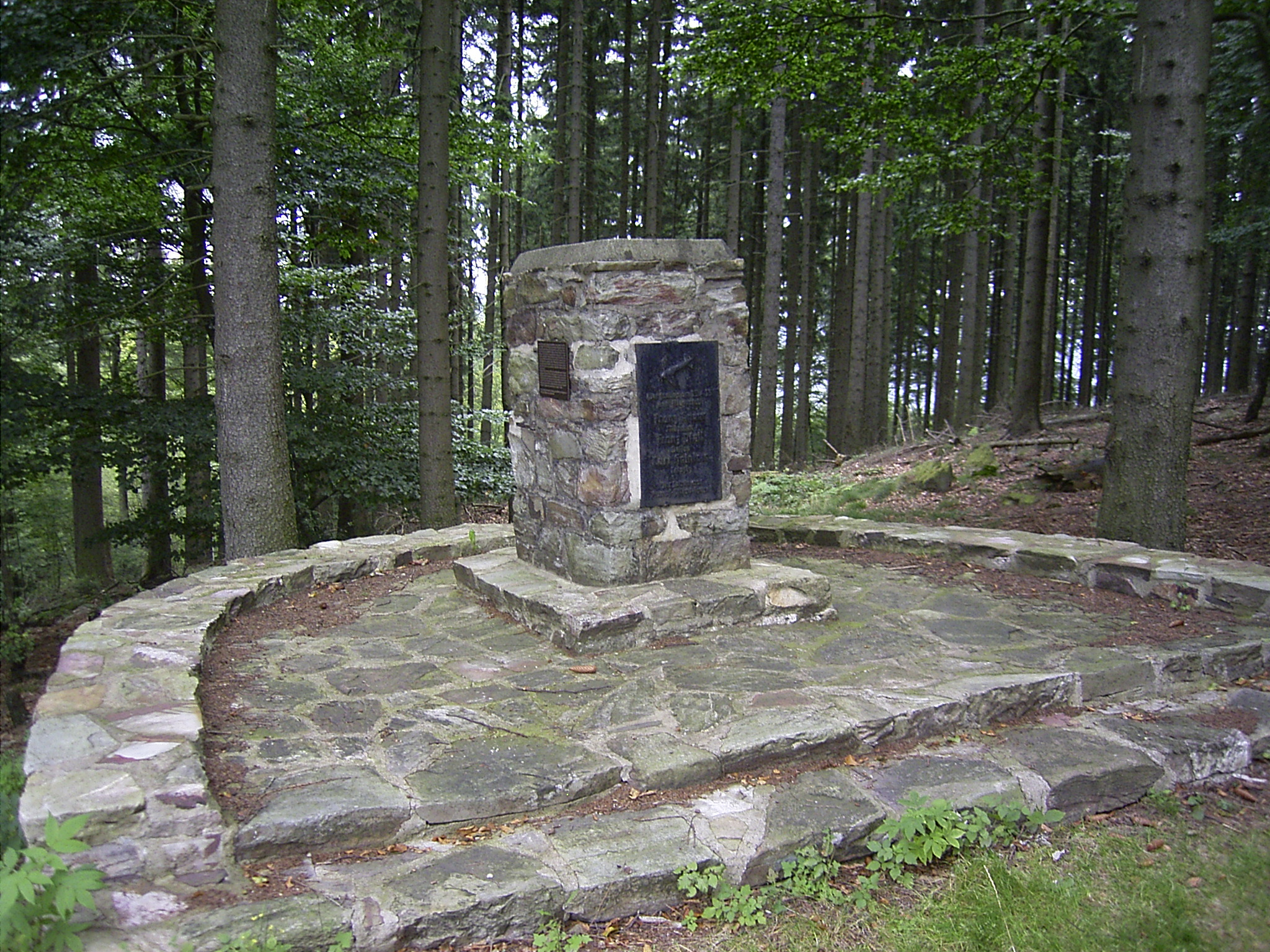
Fliegerdenkmal, erinnert an den Absturz eines Flugzeugs mit dem Piloten Franz Kneer (1935)

Die Hallgarter Zange im Rheingaugebirge des Taunus ist ein 580,5 m ü. NHN hoher bewaldeter Berg in der Gemarkung Hallgarten der Stadt Oestrich-Winkel im hessischen Rheingau-Taunus-Kreis.
Die Hallgarter Zange dominiert in den Rheingauer Tallagen südlich und östlich von ihr den Blick zur Bergsilhouette des Hohen Taunus, da sie dem Taunushauptkamm nach Süden vorgelagert ist. Teilweise verdeckt sie perspektivisch die einen Kilometer entfernte Kalte Herberge (619,3 m), die höchste Erhebung des Rheingaus.
Auf dem Gipfelplateau befinden sich ein Aussichtsturm mit Berggasthaus und ein Kletterpark. Etwas abseits liegen ein Fliegerdenkmal und der Ringwall Hallgarter Zange.

## Geographie

### Lage
Die Hallgarter Zange liegt im Südwesten des Naturparks Rhein-Taunus. Während sich ihr größter Teil in der Gemarkung Hallgarten der Stadt Oestrich-Winkel befindet, fällt ihre Ostflanke in das Gemeindegebiet von Eltville am Rhein ab. Nahe gelegene Ortschaften sind neben Hallgarten im Südsüdosten Kiedrich im Ostsüdosten und Stephanshausen im Westsüdwesten.
Der Sporn der Hallgarter Zange, der vom in Nordost-Südwest-Richtung verlaufenden Taunushauptkamm abzweigt, fällt nach Südosten entlang dem südwestlich ihres Gipfels entspringenden Leimersbach in von Rebhängen durchsetzter Rheingau-Landschaft und dem Oestrich-Winkeler Ortsteil Hallgarten zum nahen Rhein hin ab.
Während die Hochlagen der Hallgarter Zange gänzlich bewaldet sind, befinden sich im unteren Bereich ihrer Südostflanke Weinlagen.

### Naturräumliche Zuordnung
Die Hallgarter Zange zählt in der naturräumlichen Haupteinheitengruppe Taunus (Nr. 30) und in der Haupteinheit Hoher Taunus (301) zum Naturraum Rheingaugebirge (301.1). Die Landschaft fällt nach Südosten in den Naturraum Eberbacher Schuttfuß (301.10) ab.

## Bebauung

### Ringwall Hallgarter Zange
Knapp 600 m ostnordöstlich des Gipfels finden sich auf einem etwa 525 m hohen Nebengipfel die schwachen Überreste des Ringwalls Hallgarter Zange, der vermutlich als Fluchtburg des 2,3 km ostsüdöstlich befindlichen Klosters Eberbach diente.

### Aussichtsturm und Berggasthaus
Auf der Hallgarter Zange steht der Nachfolgebau eines 1884 durch den Wiesbadener Taunusklub errichteten Aussichtsturms aus Holz, der 14 m hoch war. Das ursprüngliche Bauwerk wurde von 1906 bis 1909 durch einen von der Wandervogel-Bewegung errichteten 25 m hohen Turm ersetzt und am 19. September 1909 eingeweiht. Der Blick von der 16,6 m hoch liegenden Aussichtsebene, die nur mit einem Lift erreicht werden kann, reicht zum Großen Feldberg, Melibokus, Donnersberg und zur Skyline von Frankfurt am Main und Mainz. Nach längerer Zeit ist der Turm seit Juli 2015 wieder geöffnet. Die seitlich am Turm angebrachte Wendeltreppe dient nur als Fluchtweg im Notfall.
Neben dem Aussichtsturm steht ein mehrere Jahre geschlossenes Berggasthaus, an das der höchste Biergarten im Rheingau angegliedert ist. Nachdem das Gasthaus mehrere Jahre geschlossen war, ist es seit Juli 2015 wieder geöffnet.

### Fliegerdenkmal
Etwa 100 m nordwestlich des Berggipfels befindet sich das Fliegerdenkmal Hallgarter Zange, das an den Absturz eines Postflugzeuges im Jahre 1935 und an den Tod der Besatzung unter Pilot Franz Kneer erinnert.

### Kletterpark Hallgarter Zange
In Nachbarschaft zum Aussichtsturm und Berggasthaus befindet sich seit Mitte Juli 2015 ein 1,3 ha großer Outdoor-Kletterpark. Er bezieht den Aussichtsturm durch die dortige Kletter-Nordwand mit ein. Zu seinen Attraktionen gehört eine Seilrutsche, von der man vom Turm in den Park schwingt, eine Base-Jump-Plattform und das Ferienlager Hallgarter Zange mit Übernachtungsmöglichkeiten.

## Sage
Der Felsen steht im Zusammenhang mit einer Sage, in der ein Schmied für den Teufel ein Pferd beschlug und dafür eine Zange erhielt, die alles in Gold verwandelte. Sie brachte ihm nur Unglück, so dass er sich vom Felsen stürzte und seine Leiche mit der Zange gefunden wurde, die mit seinem Tod ihre Magie verloren hatte.

## Verkehr und Wandern
Die Hallgarter Zange liegt weit abseits von Hauptverkehrsstraßen, jedoch führt die Kreisstraße 634, die am Rhein bei Oestrich-Winkel nahe dem Schloss Reichartshausen von der nach Hattenheim verlaufenden Landesstraße 3320 mit direkter Verbindung zur Bundesstraße 42 abzweigt, aufwärts nach Hallgarten und dann als Rebhangstraße zur nördlich dieses Dorfs befindlichen Ansiedlung Am Rebhang. Von dort verläuft ein Waldfahrweg aufwärts zum auf etwa 565 m Höhe liegenden Wanderparkplatz Kreistanne (⊙). Auf Waldwegen und -pfaden kann man dann zur Hallgarter Zange oder Kalten Herberge laufen; zwischen beiden Erhebungen hindurch und vorbei am dortigen Waldparkplatz führt ein Stück vom rechtsrheinischen Teil des Rheinhöhenweges, der sich dort einen Wegabschnitt mit dem Europäischen Fernwanderweg E3 teilt.